# Смирнов, Максим (эстонский футболист)
Максим Смирнов (эст. Maksim Smirnov; 28 декабря 1979, Таллин) — эстонский футболист, крайний полузащитник. Выступал за национальную сборную Эстонии.

## Биография

### Клубная карьера
Воспитанник Таллинской футбольной школы («Таллинна Ялгпалликоол»), в её старшей команде дебютировал в сезоне 1995/96. В том же сезоне сыграл первый матч в высшей лиге Эстонии в составе «Тевалте-Марлекор» (позднее клуб переименован в ТФМК). Выступал за эти команды в течение двух с половиной сезонов.
В середине сезона 1997/98 перешёл в систему таллинской «Флоры», в том же сезоне сыграл за «Флору» 4 матча и стал чемпионом страны. В коротком осеннем сезоне выходил на поле 12 раз и также выиграл чемпионский титул. Однако в дальнейшем потерял место в основном составе таллинского клуба и выступал на правах аренды за клубы, входившие в систему «Флоры» — «Курессааре», «Тулевик», «Валга».
В 2002 году вернулся в ТФМК и выступал за команду следующие четыре года, сыграв более 100 матчей. Неоднократно был призёром чемпионата Эстонии, а в 2005 году завоевал чемпионский титул. В 2006—2007 годах играл за «Левадию», с которой стал двукратным чемпионом Эстонии.
В 2008 году сыграл один матч за латвийский «Вентспилс», команда стала в том сезоне чемпионом Латвии. В середине того же сезона перешёл в «Нымме Калью», провёл в клубе полтора сезона и стал финалистом Кубка Эстонии 2008/09. Первую половину сезона 2010 года отыграл на правах аренды за «Нарва-Транс».
С середины 2010 года до конца карьеры играл за клубы низших дивизионов. В 2012—2013 годах выступал в мини-футболе за клуб «Маккаби Эстония».

### Карьера в сборной
Выступал за сборные Эстонии младших возрастов.
В национальной сборной страны дебютировал 27 ноября 1997 года в игре против Филиппин, заменив на 65-й минуте Андреса Опера. Первый гол забил 10 октября 1998 года в ворота сборной Шотландии. В 1997—1999 годах сыграл 20 матчей за сборную, после этого последовал четырёхлетний перерыв. В 2003 году вернулся в национальную команду и выступал за неё до 2006 года. Последний матч провёл 28 мая 2006 года против команды Турции.
Всего за сборную Эстонии в 1997—2006 годах сыграл 39 матчей и забил два гола.

## Достижения
- Чемпион Эстонии (5): 1997/98, 1998, 2005, 2006, 2007
- Серебряный призёр чемпионата Эстонии (2): 2003, 2004
- Бронзовый призёр чемпионата Эстонии (4): 1996/97, 1999, 2002, 2010
- Обладатель Кубка Эстонии (3): 1998, 2003, 2007
- Чемпион Латвии (1): 2008